# Eumops bonariensis
Eumops bonariensis је врста сисара из реда слепих мишева (Chiroptera) и породице Molossidae.

## Распрострањење
Ареал врсте Eumops bonariensis обухвата већи број држава у јужној и средњој Америци. Врста је присутна у Бразилу, Аргентини, Мексику, Венецуели, Колумбији, Перуу, Еквадору, Парагвају, Гватемали, Уругвају, Боливији, Панами, Никарагви, Костарици, Хондурасу, Салвадору, Белизеу, Гвајани, Суринаму и Француској Гвајани.

## Станиште
Станиште врсте су шуме.

## Угроженост
Ова врста није угрожена, и наведена је као последња брига јер има широко распрострањење.